# Принц Уельський (футбольний клуб)
Футбольний клуб «Принц Уельський» (англ. Prince of Wales Football Club) — колишній гібралтарський футбольний клуб, що існував у 1892—1953 роках.

## Досягнення
- Прем'єр-дивізіон
  - Чемпіон (19): 1900/01, 1902/03, 1903/04, 1905/06, 1908/09, 1913/14, 1916/17, 1918/19, 1920/21, 1921/22, 1922/23, 1924/25, 1925/26, 1926/27, 1927/28, 1930/31, 1938/39, 1939/40, 1952/53
- Кубок Гібралтару
  - Володар (1): 1949.